# Giovanni Afflacio
Giovanni Afflacio (in latino: Ioannes Afflacius; 1040 – 1100 circa) è stato un medico, discepolo di Costantino l'Africano nella scuola medica salernitana.

## Biografia
Di origine saracena, divenuto monaco benedettino, venne salvato in circostanze ignote dallo stesso Costantino ed indirizzato verso gli studi medici.